# 白如初
白如初（1902年—1985年7月14日），名紹馥。湖北省黄陂縣橫店白家大壪人。民國37年（1948年）在農會中區當選第一屆立法委員

## 生平[1][2]
- 私立武昌中華大學肄業
- 建國軍軍官學校畢業，曾充科長、書記長、政治教官等職；晉陝綏寧四省邊區剿匪總指揮部第三處第一科科長（同上校階）[3]
- 第三戰區第十五集團軍總司令部第二處第一科科長（同上校階）[4]
- 國軍十八軍十四師特別黨部上校書記長
- 行轅秘書
- 六戰區黨政委員會少將處長
- 湖北省動員委員會秘書長
- 六戰區幹訓團政治部少將主任
- 中央訓練團武漢分團總教官
- 漢口特別市黨部委員兼書記長
- 湖北省農會理事
- 軍事委員會政治部秘書處副處長
- 漢口市參議員
- 第十二屆中央評議委員
- 民國74年7月14日病逝[5]